# Alex Tolio
Alex Tolio, né le 30 mars 2000 à Bassano del Grappa, est un coureur cycliste italien.

## Biographie

### Débuts et progression
Alex Tolio est né en mars 2000 à Bassano del Grappa, une commune située en Vénétie. Il grandit dans la localité voisine de Crespano del Grappa. Très tôt, il s'intéresse au vélo grâce à son grand-père, ancien cycliste amateur, qui lui transmet sa passion. Il prend sa première licence à l'âge de sept ans au sein de l'Unione Ciclistica Loria. Grand admirateur de Vincenzo Nibali, il apprécie particulièrement les Strade Bianche,.
En 2018, il s'impose à trois reprises chez les juniors. Il termine par ailleurs dixième du Giro della Lunigiana, une épreuve d'enervgure internationale. L'année suivante, il évolue au sein du club Zalf Euromobil Désirée Fior pour ses débuts espoirs. Il intègre ensuite l'équipe continentale Casillo-Petroli Firenze-Hopplà en 2020. Bon grimpeur, il obtient une victoire et diverses accessits au niveau amateur en Italie. 
En 2021, il revient au sein de la formation Zalf Euromobil Désirée Fior. Avec cette structure, il remporte la version amateur des Strade Bianche, disputée en Romagne, ainsi que le Piccola Sanremo, une classique réputée chez les espoirs italiens. Il se classe également onzième du Tour d'Italie espoirs.

### Carrière professionnelle
Il passe finalement professionnel en 2022 au sein de l'équipe Bardiani CSF Faizanè. Durant cette saison, il participe encore à des compétitions réservées aux cyclistes de moins de 23 ans. Il finit ainsi troisième de la Ruota d'Oro, quatrième du Gran Premio Capodarco et septième du Grand Prix de Poggiana. La même année, il brille sur le Tour de Slovénie en terminant quatrième d'une étape et treizième du classement général. Il se classe également quatorzième du Tour de Slovaquie. Au mois d'octobre, il participe au Tour de Lombardie, où il est membre de la principale échappée.
En 2023, il quitte les rangs espoirs et intègre définitivement les élites. Une nouvelle fois, il montre ses aptitudes dans les courses escarpées. Il finit cinquième de la Flèche ardennaise, huitième du Tour du Rwanda, treizième du Sibiu Cycling Tour ou encore quatorzième du Tour du Limousin. Au mois d'octobre, on le retrouve de nouveau dans la première échappée sur le Tour de Lombardie.

## Palmarès et résultats

### Palmarès par année
- 2018
  - Trofeo Renetta Canada Melinda
  - Mémorial Luciano Zanetti
  - Giro della Vallata Feltrina
- 2019
  - Gran Premio Polverini Arredamenti
- 2020
  - Grand Prix de la ville d'Empoli
- 2021
  - Strade Bianche di Romagna
  - Piccola Sanremo
  - 2e de la Medaglia d'Oro Frare De Nardi
  - 3e du Grand Prix Santa Rita
  - 3e du Gran Premio Capodarco
  - 3e du championnat d'Italie du contre-la-montre par équipes espoirs
- 2022
  - 3e de la Ruota d'Oro
- 2025
  - 3e du Grand Prix Santa Rita

### Classements mondiaux
| Année                                 | 2020  | 2021  | 2022 | 2023 | 2024  |
| ------------------------------------- | ----- | ----- | ---- | ---- | ----- |
| Classement mondial                    | 2070e | 1295e | 842e | 658e | 1825e |
| UCI Europe Tour                       | 1502e | 930e  | 628e | nc   | nc    |
|                                       |       |       |      |      |       |
| Légende : nc = non classéSource : UCI |       |       |      |      |       |